# Hövel (Sundern)
Hövel is een plaats in de Duitse gemeente Sundern (Sauerland), deelstaat Noordrijn-Westfalen, en telt 617 inwoners.